# Найман (Ноокатский район)
Нарай (кирг. Нарай) — село  в Кыргызстане. Входит в Ноокатский район Ошской области. Находится в 25 км от железнодорожной станции Кызыл-Кия.

## Население
| 1970 | 1979 | 1989 | 1999 | 2009 |
| ---- | ---- | ---- | ---- | ---- |
| 1789 | 2569 | 3352 | 4265 | 3754 |